# Enemion
Enemion é um género botânico pertencente à família Ranunculaceae.
O género foi descrito por Constantine Samuel Rafinesque e publicado em Journal de Physique, de Chimie, d'Histoire Naturelle et des Arts 91: 70. 1820. A espécie-tipo é Enemion biternatum Raf.

## Espécies
O género tem 11 espécies descritas das quais 7 são aceites:
- Enemion biternatum (Torr. & A.Gray) Raf.
- Enemion hallii (A.Gray) J.R.Drumm. & Hutch.
- Enemion leveilleanum (Nakai) Nakai
- Enemion occidentale (Hook. & Arn.) J.R.Drumm. & Hutch.
- Enemion raddeanum Regel
- Enemion savilei (Calder & Roy L.Taylor) Keener
- Enemion stipitatum (A.Gray) J.R.Drumm. & Hutch.